# Orwell (rivière)
Pour les articles homonymes, voir Orwell.
La rivière Orwell s'écoule à travers le comté du Suffolk, en Angleterre. Elle tire sa source de la Gipping (en), à la hauteur de Stoke Bridge, et devient un estuaire à Ipswich. Elle se jette dans la mer du Nord à Felixstowe, après avoir fusionné avec la Stour à la hauteur de Shotley (en). 
La rivière est traversée par le pont Orwell (en), qui connecte l'A14 (en) au sud d'Ipswich.
L'écrivain Eric Blair tire son nom de plume George Orwell de cette rivière, afin de protéger sa famille.

## Dans la culture populaire
Le film Commando sur le Yang-Tsé (1957) est tourné sur la rivière.